# Stanislau Daineka
Stanislau Daineka –en bielorruso, Станіслаў Дайнека– (1998) es un deportista bielorruso que compite en piragüismo en la modalidad de aguas tranquilas. Ganó una medalla de oro en el Campeonato Mundial de Piragüismo de 2019, en la prueba de K2 500 m.

## Palmarés internacional
| Campeonato Mundial | Campeonato Mundial | Campeonato Mundial | Campeonato Mundial |
| Año                | Lugar              | Medalla            | Competición        |
| ------------------ | ------------------ | ------------------ | ------------------ |
| 2019               | Szeged (Hungría)   | Medalla de oro     | K2 500 m           |